# GVV Kommunalversicherung

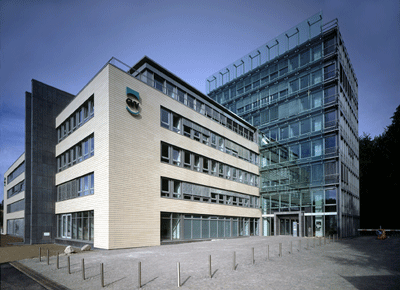
GVV Versicherungen in Köln

Die GVV Kommunalversicherung VVaG (GVV Kommunal) ist ein deutsches Versicherungsunternehmen mit Sitz in Köln.
GVV Kommunal ist eine Mitgliederversicherung für Städte, Gemeinden, Kreise, kommunale Unternehmen und Sparkassen.
Mit GVV Kommunal haben Gemeinden im Jahre 1911 eine Selbstversicherung geschaffen, die kommunale Risiken als Solidar- und Gefahrengemeinschaft trägt.
Das Geschäftsgebiet von GVV Kommunal umfasst die Regionen Nordrhein-Westfalen (teilweise in Kooperation mit den Kommunalen Schadenausgleichen), Rheinland-Pfalz ohne Landesteil Pfalz, Hessen, Saarland, Berlin, Bremen, Hamburg sowie Baden-Württemberg (nur Landesteil Hohenzollern-Sigmaringen). In Niedersachsen und Schleswig-Holstein bietet GVV Kommunal Versicherungsschutz in Kooperation mit den Kommunalen Schadenausgleichen Hannover bzw. Kiel an.
GVV Kommunal betreibt Geschäftsstellen in Köln und Wiesbaden.
Die GVV Direktversicherung ist ein Tochterunternehmen von GVV Kommunal, welches seit 1989 die Beschäftigten und ehrenamtlichen Mandatsträger bei Städten und Gemeinden, Kreisen, kommunalen Unternehmen und Sparkassen und deren Familienangehörige sowie aktive Mitglieder der Freiwilligen Feuerwehr versichert. Seit Juni 2015 ist GVV Direkt offen für alle und es können sich auch Personen außerhalb des kommunalen Dienstes versichern.